# Casema

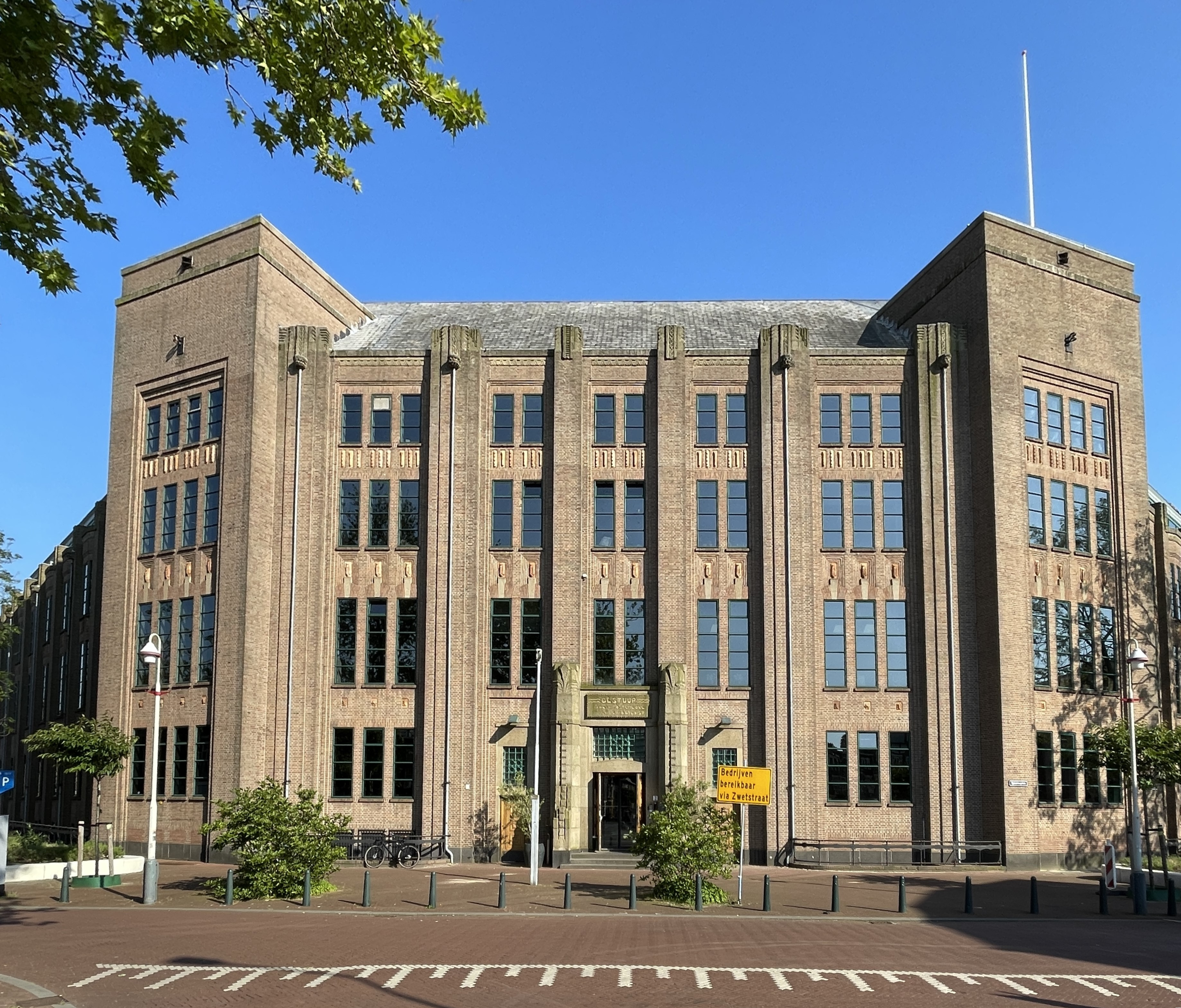
Het voormalige hoofdkantoor van Casema

Casema (Centrale Antenne Systemen Exploitatie Maatschappij) was een Nederlandse aanbieder van kabeltelevisie, telefonie en internet, die voornamelijk in het westen van Nederland actief was. Het bedrijf is in 2008 gefuseerd met Multikabel en @Home en verdergegaan onder de naam Ziggo.

## Aandeelhouders
Het bedrijf werd in 1970 opgericht en was de eerste kabeltelevisie-exploitant en lange tijd ook de grootste. Bij oprichting waren de aandelen in handen van Nozema (90%), de Staat (6%) en de omroepen AVRO, KRO, NCRV en VARA (ieder 1%). Bij de verzelfstandiging van de PTT tot KPN droeg Nozema een deel van de aandelen Casema over aan KPN. Dit als compensatie voor het feit dat de aandelen Nozema in handen van de Staat bleven. In 1997 verkochten Nozema en de publieke omroepen al hun aandelen aan KPN. In hetzelfde jaar verkocht KPN Casema aan France Télécom. In 2003 werd het doorverkocht aan een aantal Amerikaanse (The Carlyle Group, GMT Communications) en Britse (Providence Equity Partners) investeerders.
In juli 2006 werd de overname door de investeringsmaatschappijen Cinven en Warburg Pincus bekendgemaakt (voor € 2,1 miljard). Warburg Pincus was al eigenaar van Multikabel; later hebben Warburg Pincus en Cinven ook Essent Kabelcom, later @Home, overgenomen. De drie bedrijven zijn vanaf mei 2008 gezamenlijk verdergegaan onder de naam Ziggo. Op het moment van de fusie had Casema ongeveer 1.100 medewerkers en telde het 1,4 miljoen klanten. Het samengevoegde bedrijf telde ongeveer 3,3 miljoen klanten.

## Netwerken en diensten
Casema had netwerken in onder andere Alphen aan den Rijn, Amstelveen, Breda, Capelle aan den IJssel, Delft, Den Haag, Leiden, Leusden, Rijswijk, Utrecht, Arnhem, Barneveld, Voorthuizen en Zoetermeer. Tot de diensten die het bedrijf leverde, behoren naast kabeltelevisie ook digitale televisie, internet over de kabel en telefonie. Behalve dat Casema zelf als internetprovider diensten aanbood, leverde ook Orange deels internet via het netwerk van Casema. De samenwerking met Orange dateert uit de tijd dat France Télécom nog eigenaar was.
Voor Internet en telefonie via de kabel maakte Casema gebruik van de Europese variant van Data Over Cable Service Interface Specification, oftewel EuroDocsis. Voor digitale televisie werd gebruikgemaakt van DVB-C, de kabelvariant van Digital Video Broadcast.
Casema kwam regelmatig in het nieuws door vernieuwingen zoals digitale televisie, hdtv, IPTV, digitale telefonie, WiMAX en doordat de klantenservice het grote aantal vragen niet aankon.

## Hoofdkantoor
Het hoofdkwartier van Casema in Den Haag werd in 1919 naar een ontwerp van architect Daniël Knuttel gebouwd in de stijl van de Amsterdamse School en valt onder Monumentenzorg Den Haag. Tot in de jaren 90 was hier de Postcheque- en Girodienst, de voorloper van de huidige ING, gehuisvest.